# Lake Mohegan
Lake Mohegan ou Mohegan Lake est une census-designated place du comté de Westchester, dans l'État de New York, aux États-Unis,. En 2020, elle compte une population de 5 896 habitants.